# Thương Lạc
Thương Lạc (商洛市, Hán-Việt: Thương Lạc thị) là một địa cấp thị của tỉnh Thiểm Tây, Cộng hòa Nhân dân Trung Hoa. Diện tích của Thương Lạc là 19.292 km², dân số 2,4 triệu.

## Hành chính
Địa cấp thị Thương Lạc quản lý các đơn vị cấp huyện sau:

### Quận nội thành
- Thương Châu (商州區)

### Huyện
- Trấn An (鎮安縣)
- Sơn Dương (山陽縣)
- Lạc Nam (洛南縣)
- Thương Nam (商南縣)
- Đan Phượng (丹鳳縣)
- Tạc Thủy (柞水縣)

## Khí hậu
| Dữ liệu khí hậu của Thương Lạc (Thương Châu, 1981−2010 normals, extremes 1971-2010) | Dữ liệu khí hậu của Thương Lạc (Thương Châu, 1981−2010 normals, extremes 1971-2010) | Dữ liệu khí hậu của Thương Lạc (Thương Châu, 1981−2010 normals, extremes 1971-2010) | Dữ liệu khí hậu của Thương Lạc (Thương Châu, 1981−2010 normals, extremes 1971-2010) | Dữ liệu khí hậu của Thương Lạc (Thương Châu, 1981−2010 normals, extremes 1971-2010) | Dữ liệu khí hậu của Thương Lạc (Thương Châu, 1981−2010 normals, extremes 1971-2010) | Dữ liệu khí hậu của Thương Lạc (Thương Châu, 1981−2010 normals, extremes 1971-2010) | Dữ liệu khí hậu của Thương Lạc (Thương Châu, 1981−2010 normals, extremes 1971-2010) | Dữ liệu khí hậu của Thương Lạc (Thương Châu, 1981−2010 normals, extremes 1971-2010) | Dữ liệu khí hậu của Thương Lạc (Thương Châu, 1981−2010 normals, extremes 1971-2010) | Dữ liệu khí hậu của Thương Lạc (Thương Châu, 1981−2010 normals, extremes 1971-2010) | Dữ liệu khí hậu của Thương Lạc (Thương Châu, 1981−2010 normals, extremes 1971-2010) | Dữ liệu khí hậu của Thương Lạc (Thương Châu, 1981−2010 normals, extremes 1971-2010) | Dữ liệu khí hậu của Thương Lạc (Thương Châu, 1981−2010 normals, extremes 1971-2010) |
| Tháng                                                                               | 1                                                                                   | 2                                                                                   | 3                                                                                   | 4                                                                                   | 5                                                                                   | 6                                                                                   | 7                                                                                   | 8                                                                                   | 9                                                                                   | 10                                                                                  | 11                                                                                  | 12                                                                                  | Năm                                                                                 |
| ----------------------------------------------------------------------------------- | ----------------------------------------------------------------------------------- | ----------------------------------------------------------------------------------- | ----------------------------------------------------------------------------------- | ----------------------------------------------------------------------------------- | ----------------------------------------------------------------------------------- | ----------------------------------------------------------------------------------- | ----------------------------------------------------------------------------------- | ----------------------------------------------------------------------------------- | ----------------------------------------------------------------------------------- | ----------------------------------------------------------------------------------- | ----------------------------------------------------------------------------------- | ----------------------------------------------------------------------------------- | ----------------------------------------------------------------------------------- |
| Cao kỉ lục °C (°F)                                                                  | 17.9 (64.2)                                                                         | 23.7 (74.7)                                                                         | 30.3 (86.5)                                                                         | 34.6 (94.3)                                                                         | 36.3 (97.3)                                                                         | 40.7 (105.3)                                                                        | 38.2 (100.8)                                                                        | 38.4 (101.1)                                                                        | 39.3 (102.7)                                                                        | 31.6 (88.9)                                                                         | 26.4 (79.5)                                                                         | 21.3 (70.3)                                                                         | 40.7 (105.3)                                                                        |
| Trung bình ngày tối đa °C (°F)                                                      | 6.2 (43.2)                                                                          | 8.9 (48.0)                                                                          | 13.9 (57.0)                                                                         | 20.6 (69.1)                                                                         | 25.2 (77.4)                                                                         | 28.9 (84.0)                                                                         | 30.0 (86.0)                                                                         | 28.5 (83.3)                                                                         | 23.9 (75.0)                                                                         | 19.0 (66.2)                                                                         | 13.5 (56.3)                                                                         | 7.9 (46.2)                                                                          | 18.9 (66.0)                                                                         |
| Trung bình ngày °C (°F)                                                             | 0.5 (32.9)                                                                          | 3.1 (37.6)                                                                          | 7.7 (45.9)                                                                          | 13.9 (57.0)                                                                         | 18.4 (65.1)                                                                         | 22.3 (72.1)                                                                         | 24.3 (75.7)                                                                         | 23.1 (73.6)                                                                         | 18.4 (65.1)                                                                         | 13.1 (55.6)                                                                         | 7.3 (45.1)                                                                          | 2.0 (35.6)                                                                          | 12.8 (55.1)                                                                         |
| Tối thiểu trung bình ngày °C (°F)                                                   | −3.7 (25.3)                                                                         | −1.2 (29.8)                                                                         | 2.7 (36.9)                                                                          | 8.2 (46.8)                                                                          | 12.7 (54.9)                                                                         | 16.8 (62.2)                                                                         | 20.1 (68.2)                                                                         | 19.1 (66.4)                                                                         | 14.5 (58.1)                                                                         | 8.7 (47.7)                                                                          | 2.7 (36.9)                                                                          | −2.2 (28.0)                                                                         | 8.2 (46.8)                                                                          |
| Thấp kỉ lục °C (°F)                                                                 | −13.7 (7.3)                                                                         | −13.3 (8.1)                                                                         | −8.6 (16.5)                                                                         | −2.0 (28.4)                                                                         | 2.4 (36.3)                                                                          | 9.3 (48.7)                                                                          | 13.1 (55.6)                                                                         | 11.1 (52.0)                                                                         | 3.9 (39.0)                                                                          | −4.6 (23.7)                                                                         | −9.1 (15.6)                                                                         | −13.9 (7.0)                                                                         | −13.9 (7.0)                                                                         |
| Lượng Giáng thủy trung bình mm (inches)                                             | 7.7 (0.30)                                                                          | 12.3 (0.48)                                                                         | 28.9 (1.14)                                                                         | 44.7 (1.76)                                                                         | 65.5 (2.58)                                                                         | 83.8 (3.30)                                                                         | 126.7 (4.99)                                                                        | 120.0 (4.72)                                                                        | 99.5 (3.92)                                                                         | 65.8 (2.59)                                                                         | 22.7 (0.89)                                                                         | 7.6 (0.30)                                                                          | 685.2 (26.97)                                                                       |
| Số ngày giáng thủy trung bình (≥ 0.1 mm)                                            | 5.0                                                                                 | 5.3                                                                                 | 8.7                                                                                 | 9.2                                                                                 | 10.2                                                                                | 10.5                                                                                | 12.7                                                                                | 11.7                                                                                | 11.6                                                                                | 10.4                                                                                | 6.5                                                                                 | 3.7                                                                                 | 105.5                                                                               |
| Độ ẩm tương đối trung bình (%)                                                      | 56                                                                                  | 57                                                                                  | 60                                                                                  | 60                                                                                  | 64                                                                                  | 67                                                                                  | 75                                                                                  | 78                                                                                  | 78                                                                                  | 73                                                                                  | 63                                                                                  | 57                                                                                  | 66                                                                                  |
| Nguồn 1: China Meteorological Data Service Center                                   |                                                                                     |                                                                                     |                                                                                     |                                                                                     |                                                                                     |                                                                                     |                                                                                     |                                                                                     |                                                                                     |                                                                                     |                                                                                     |                                                                                     |                                                                                     |
| Nguồn 2: Weather China (precipitation days 1971–2000)                               |                                                                                     |                                                                                     |                                                                                     |                                                                                     |                                                                                     |                                                                                     |                                                                                     |                                                                                     |                                                                                     |                                                                                     |                                                                                     |                                                                                     |                                                                                     |